# Rifugio Baita Iseo
Il rifugio Baita Iseo è un rifugio situato nel comune di Ono San Pietro (BS), in Val Camonica, alle pendici del massiccio della Concarena, a 1.335 m s.l.m.

## Storia
Unico esistente sulla Concarena, il rifugio è stato inaugurato nel 1980, in seguito ad un'impegnativa ristrutturazione di una baita preesistente, grazie al lavoro di tanti volontari della sottosezione CAI di Iseo.

## Caratteristiche e informazioni
Il rifugio è sempre aperto da metà giugno a fine settembre; da marzo a fine anno è aperto solo il sabato e la domenica con prenotazione al gestore.
È meta di escursionisti ed alpinisti, attratti dalla bellezza della roccia dolomitica della Concarena e dai percorsi nel verde dove è possibile vedere il fenomeno dei Camini Gelidi, grazie ai quali si sviluppa una flora da ambiente nivale, a 1.300 m s.l.m.

## Accessi
Per raggiungere il rifugio, dall'abitato di Ono San Pietro si prosegue per la strada che porta al Passo Campelli. A circa due chilometri, raggiunta la località Vaialù, si prosegue per una mulattiera da dove inizia l'itinerario segnalato con il segnavia n. 98.